# Napana
Napana är en ort i Mexiko.   Den ligger i kommunen Pichucalco och delstaten Chiapas, i den sydöstra delen av landet, 700 km öster om huvudstaden Mexico City. Napana ligger 64 meter över havet och antalet invånare är 973.
Terrängen runt Napana är kuperad söderut, men norrut är den platt. Runt Napana är det ganska tätbefolkat, med 67 invånare per kvadratkilometer. Närmaste större samhälle är Pichucalco, 1,6 km väster om Napana. Trakten runt Napana består till största delen av jordbruksmark.